# LEEFfestival
Het LEEFfestival is een jaarlijks straattheaterfestival in Wageningen dat van oudsher altijd in het derde weekend van juni plaatsvond maar sinds enkele jaren is verhuisd naar de eerste zondag in juli. De binnenstad van Wageningen vormt dan het podium voor muziek, dans en straattheater, waarbij de binnenstad ludiek wordt versierd. Daarnaast kunnen bezoekers verschillende workshops bezoeken.
Het LEEFfestival is geïnspireerd op het "Festival of Fools" dat in de jaren zeventig in Amsterdam werd georganiseerd. Dit leidde in 1980 tot het eerste Wageningse LEEFfestival. In de loop der jaren is het festival flink gegroeid. Het festival kreeg een eigen karakter. Publieksparticipatie en deelname door plaatselijke groepen krijgen een nadruk. Er worden geen entreegelden geheven. Het programma biedt grote variatie in disciplines en loopt van intieme acts tot groot spektakel.
Kort voor het festival organiseert het LEEFfestival op de avond van 5 mei "Kaarsjes op de Dijk": een lang lint van waxinelichtjes in jampotjes op de Grebbedijk biedt gelegenheid om tijdens het jaarlijkse Bevrijdingsfestival tot rust te komen.
Het LEEFfestival heeft op verschillende momenten erkenning gekregen voor de rol die het festival speelt ter stimulering van het culturele klimaat in Wageningen. Tijdens de editie in 2012 is vrijwilliger van het eerste uur Vital Robat gedecoreerd. Hij werd benoemd tot lid in de orde van Oranje Nassau. In 2015 heeft het College van Burgemeester en Wethouders het Wagenings Erezilver uitgereikt aan "de vrijwilligers van het LEEFfestival". Bestuurslid René van Geneijgen kreeg het erezilver symbolisch opgespeld door burgemeester Geert van Rumund.
Sinds 1980 is het festival nagenoeg elk jaar doorgegaan. In 2020 en 2021 ging het festival niet door vanwege de coronacrisis.